# Анктовил сир Боск
Анктовил сир Боск (фр. Anctoville-sur-Boscq) насеље је и општина у северној Француској у региону Доња Нормандија, у департману Манш која припада префектури Кутанс.
По подацима из 2011. године у општини је живело 490 становника, а густина насељености је износила 227,91 становника/km². Општина се простире на површини од 2,15 km². Налази се на средњој надморској висини од 49 метара (максималној 69 m, а минималној 22 m).

## Демографија
| 1962. | 1968. | 1975. | 1982. | 1990. | 1999. | 2011. |
| ----- | ----- | ----- | ----- | ----- | ----- | ----- |
| 86    | 98    | 111   | 178   | 285   | 418   | 490   |

График промене броја становника у току последњих година